# August Rust
August Karl Wilhelm Christoph Rust (* 9. Dezember 1890 in Cammin bei Neubrandenburg; † 4. Februar 1981 in Neustrelitz) war ein mecklenburgischer Landarbeiter, Kleinbauer, Postbote und niederdeutscher Volkserzähler.

## Leben
Rusts Vater war Tagelöhner und der Junge besuchte die einklassige Volksschule in Cammin. Nach seiner Schulentlassung diente er als Pferdeknecht auf verschiedenen Höfen. 1912 wurde er zur Kavallerie nach Parchim einberufen. Im Ersten Weltkrieg wurde er an der russischen Front eingesetzt. Nach dem Krieg erhielt er eine Anstellung bei der Bahn. 1921 heiratete er Martha Rieck aus Blankensee, mit der er eine Tochter hatte. 1925 wurde er entlassen und musste sich mit Gelegenheitsarbeiten durchschlagen. Ab 1928 kam er wieder in feste Beschäftigung. Seine Aufgabe war es um Blankensee Entwässerungsgräben auszuheben und später diese zu warten. Nebenbei betrieb er mit seiner Frau eine kleine Landwirtschaft. Nach dem Zweiten Weltkrieg arbeitet er als Tagelöhner, dann als Kleinbauer in Cammin und übernahm ab 1953 die Camminer Poststelle, die er bis 1960 innehatte. Rust lebte mit seiner Frau zuletzt im Kreispfklegeheim Hohenlanke in Neustrelitz.
Seit seiner Militärzeit begann er Witze, Schwänke, Märchen und Geschichten zu sammeln, die er in niederdeutscher Sprache wieder mündlich weitergab. Zu seinem Repertoire gehörten unter anderem Geschichten von König Fritz (Friedrich II.)